# Syrier
Syrier (arabiska: سُورِيُّون, Sūriyyīn), är en folkgrupp med ursprung i Levanten.
Innan syriska inbördeskriget fanns en förhållandevis stor syrisk diaspora, i Nordamerika, EU-medlemsstater och Sydamerika (främst i Brasilien). Diasporan har sedan dess blivit allt mer talrik, och i dag bor omkring sex miljoner syrier i utlandet, främst i Syriens grannländer (Turkiet, Jordanien och Libanon), men även i flera europeiska länder.

## Språk
Flertalet syrier har arabiska som modersmål. Bland de kristna används även klassisk syrianska som liturgiskt språk, även franska förekommer, om än i mindre utsträckning, en rest från det franska styret 1920–1946.

## Syriska köket

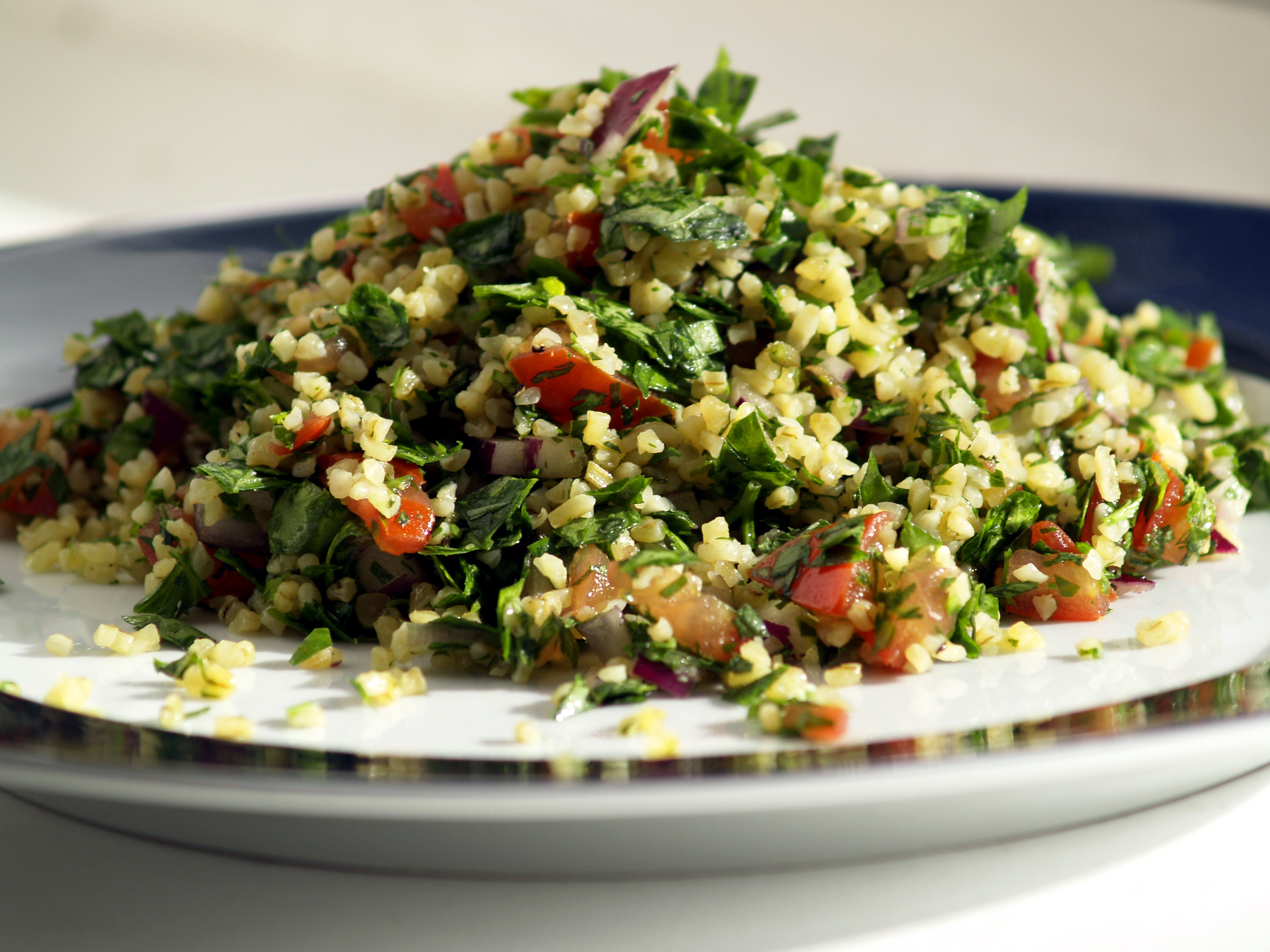
Tabbouleh.

I det syriska köket tillagas bland annat tabbouleh.